# Euklidovská alternativa
Euklidovská alternativa je pátý díl druhé řady amerického televizního seriálu Teorie velkého třesku. V této epizodě hostují Octavia Spencer, Elena Campbell-Martinez a Livia Trevino. Režisérem epizody je Mark Cendrowski.

## Děj
Na několik dní bylo Leonardovi povoleno pracovat s novým elektronovým laserem, ovšem pouze v noci. Nemůže tedy vozit Sheldona do práce tak, jak je zvykem. Postupně se tedy ptá Penny, Raje a Howarda, jestli by jej mohli vozit oni, ani jeden to však nevydrží a do práce ho vozit odmítají. Všichni se pak domluví, že jej přimějí udělat si řidičský průkaz a na zkoušky ho připravují (i za pomoci trenažéru, který sestaví přímo u něj doma). Sheldon sám ale přijde na to, že se naučit řídit nedokáže a rozhodne se tedy přespávat přímo na univerzitě. Leonard se nakonec všem přizná, že už týden se zařízením nepracuje a mohl Sheldona dávno do práce vozit, ale nechtělo se mu.

## Obsazení
| Johnny Galecki          | Leonard Hofstadter |
| Jim Parsons             | Sheldon Cooper     |
| Kaley Cuoco             | Penny              |
| Simon Helberg           | Howard Wolowitz    |
| Kunal Nayyar            | Raj Koothrappali   |
| Octavia Spencer         | Octavia            |
| Elena Campbell-Martinez | Maria              |
| Livia Trevino           | Lourdes            |